# Giờ vàng (nhiếp ảnh)

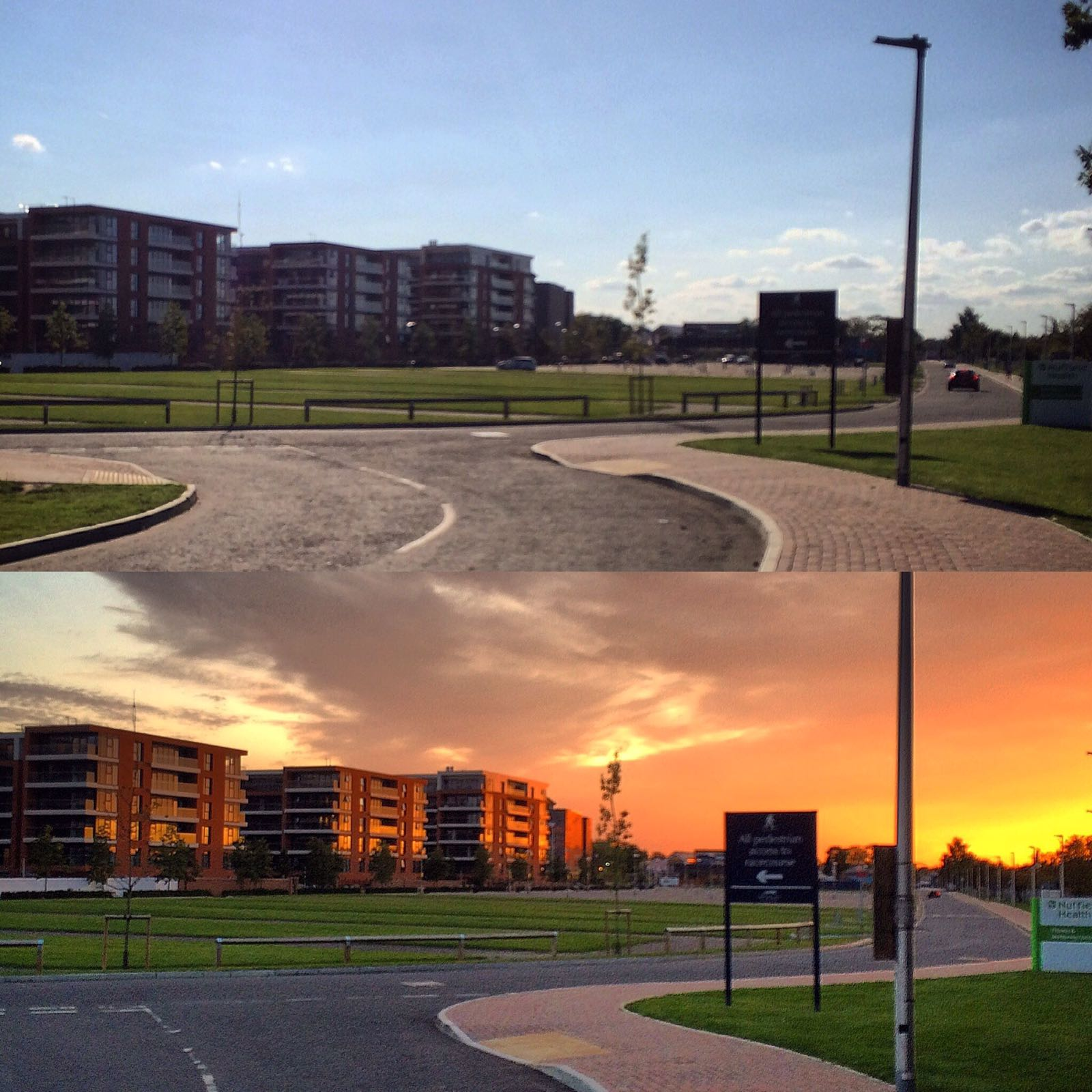
So sánh ánh sáng ban ngày so với giờ vàng tại Trường đua Newbury

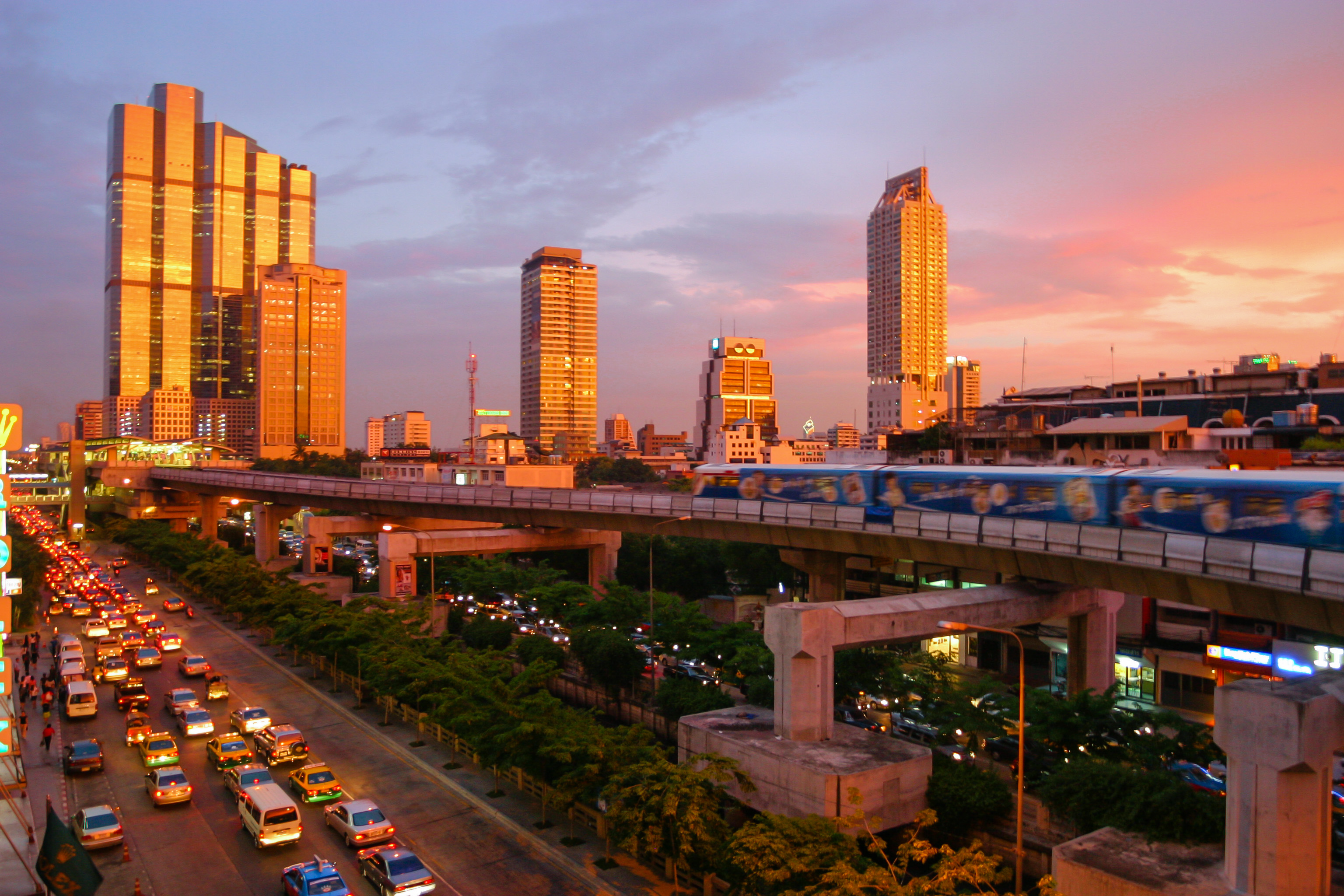
Bangkok trong giờ vàng

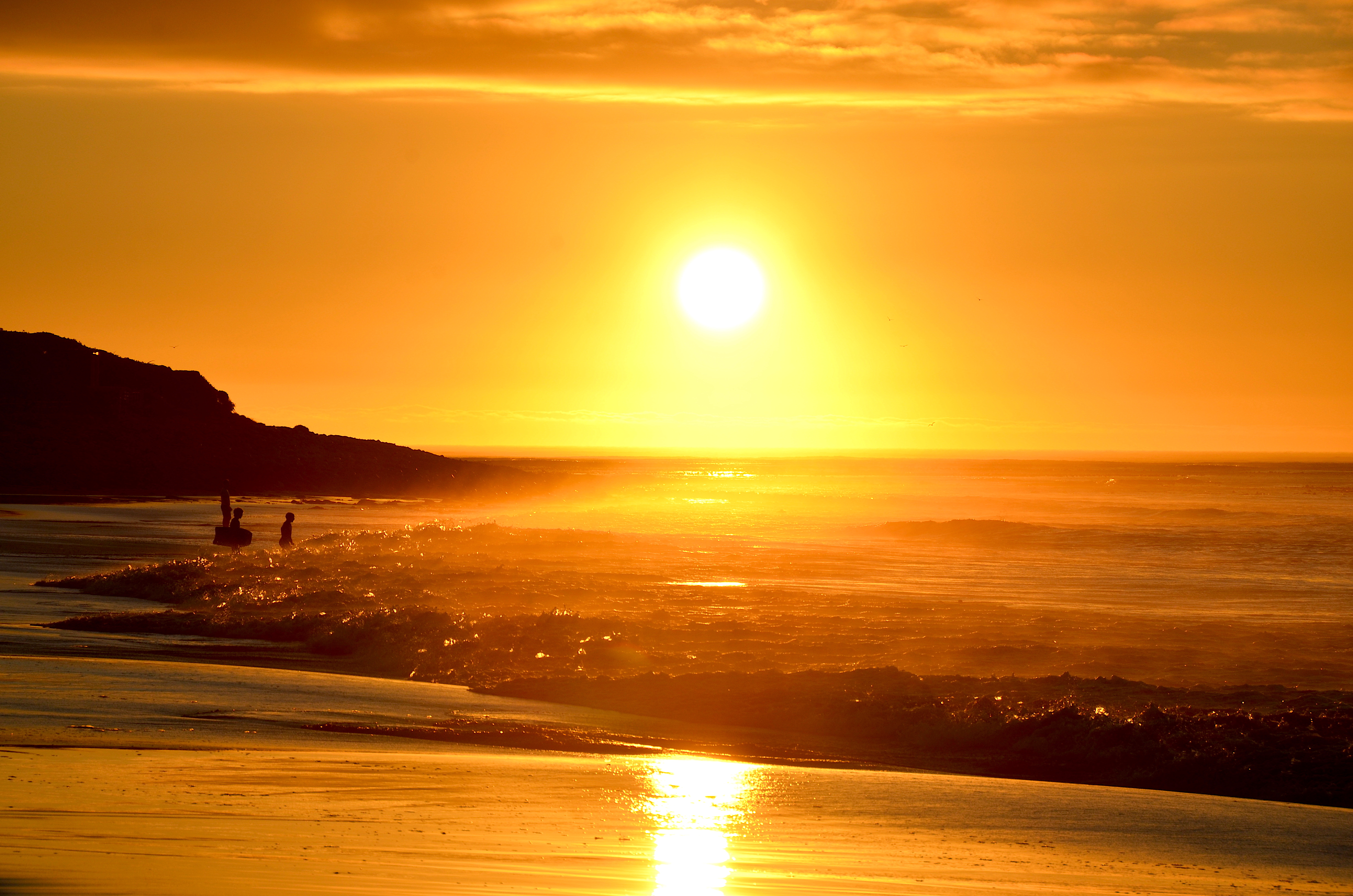
Giờ vàng tại Long Beach ở Nam Phi

Trong nhiếp ảnh, giờ vàng là khoảng thời gian ban ngày ngay sau khi Mặt Trời mọc hoặc trước khi Mặt Trời lặn, trong đó ánh sáng ban ngày đỏ hơn và dịu hơn so với khi Mặt Trời lên cao hơn trên bầu trời. Khoảng thời gian ngược lại trong chạng vạng là giờ xanh, ngay trước khi Mặt Trời mọc hoặc sau khi Mặt Trời lặn, khi ánh sáng Mặt Trời gián tiếp được khuếch tán đều.
Giờ vàng đôi khi còn được gọi là "giờ kỳ diệu", đặc biệt là bởi các nhà quay phim. Trong thời gian này, độ sáng của bầu trời phù hợp với độ sáng của đèn đường, biển báo, đèn pha ô tô và cửa sổ sáng.
Khoảng thời gian ngay trước giờ kỳ diệu lúc Mặt Trời mọc, hoặc sau nó lúc Mặt Trời lặn, được gọi là "giờ xanh". Đây là khi Mặt Trời ở một góc thấp đáng kể bên dưới đường chân trời, ánh sáng Mặt Trời gián tiếp còn sót lại có màu sắc chủ yếu là màu xanh lam và các vật trên mặt đất không có bóng rõ rệt vì Mặt Trời chưa mọc hoặc đã lặn.

## Chi tiết

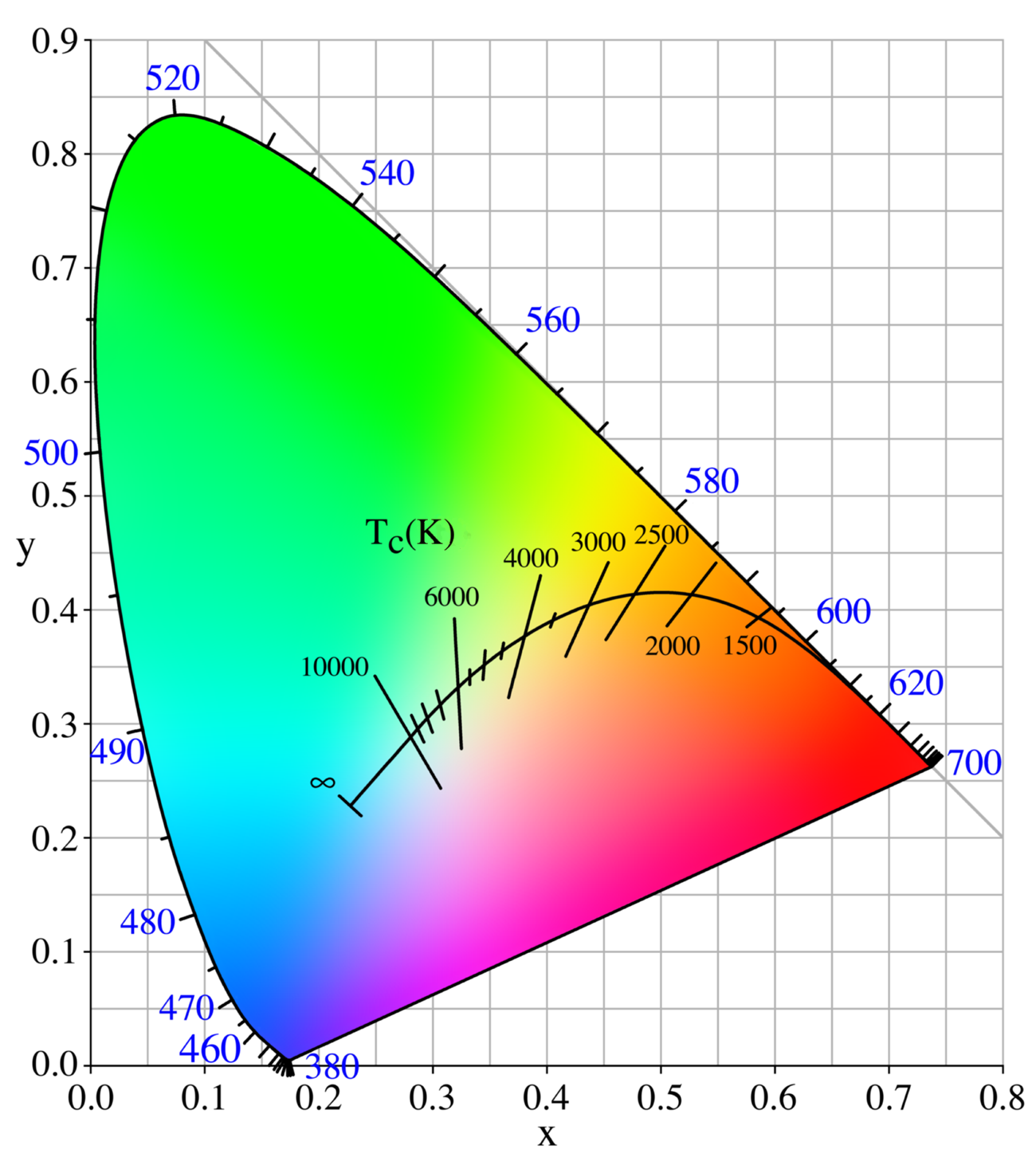
Nhiệt độ màu của ánh sáng ban ngày thay đổi theo thời gian trong ngày. Nó có xu hướng khoảng 2.000 K ngay sau khi Mặt Trời mọc hoặc trước khi Mặt Trời lặn, khoảng 3.500 K trong "giờ vàng" và khoảng 5.500 K vào giữa trưa. Nhiệt độ màu cũng có thể thay đổi đáng kể theo độ cao, vĩ độ và điều kiện thời tiết).

Khi Mặt Trời thấp phía trên đường chân trời, các tia ánh sáng Mặt Trời phải xuyên qua khoảng cách lớn hơn trong bầu khí quyển để đến nơi quan sát, điều này làm giảm cường độ ánh sáng trực tiếp, do đó, nhiều ánh sáng hơn đến từ ánh sáng gián tiếp từ bầu trời, giảm tỷ lệ chiếu sáng. Nhiều ánh sáng xanh trực tiếp đã bị tán xạ đi trước khi đến, vì vậy nếu Mặt Trời có mặt, ánh sáng từ nó xuất hiện nhiều màu đỏ hơn. Ngoài ra, góc thấp của Mặt Trời phía trên đường chân trời tạo ra bóng dài hơn.
Thuật ngữ giờ được sử dụng theo nghĩa bóng; hiệu ứng không có thời gian xác định rõ ràng và thay đổi theo mùa và vĩ độ. Đặc tính của ánh sáng được xác định bởi độ cao của Mặt Trời và thời gian để Mặt Trời di chuyển từ đường chân trời đến độ cao quy định phụ thuộc vào vĩ độ của địa điểm và thời gian trong năm. Ở Los Angeles, California, vào một giờ sau khi Mặt Trời mọc hoặc một giờ trước khi Mặt Trời lặn, Mặt Trời có độ cao khoảng 10-12°. Đối với một vị trí gần Xích đạo hơn, cùng một độ cao đạt được trong vòng chưa đầy một giờ và đối với một vị trí cách xa xích đạo hơn, độ cao đạt được trong hơn một giờ. Đối với một vị trí đủ xa xích đạo, Mặt Trời có thể không đạt được độ cao 10° và giờ vàng kéo dài cho cả ngày trong một số mùa nhất định.
Vào giữa ban ngày, Mặt Trời trên cao sáng chói có thể tạo ra những điểm nhấn mạnh mẽ và bóng tối. Mức độ phơi sáng có thể xảy ra khác nhau vì các loại máy quay phim và máy ảnh kỹ thuật số khác nhau có phạm vi động khác nhau. Vấn đề ánh sáng khắc nghiệt này đặc biệt quan trọng trong chụp ảnh chân dung, trong đó đèn flash lấp đầy thường là cần thiết để cân bằng ánh sáng trên khuôn mặt hoặc cơ thể của đối tượng, lấp đầy bóng tối mạnh mẽ thường được coi là không mong muốn.
Bởi vì độ tương phản ít hơn trong giờ vàng, bóng tối ít tối hơn và các điểm nổi bật ít có khả năng bị phơi sáng quá mức. Trong chụp ảnh phong cảnh, màu ấm của Mặt Trời thấp thường được coi là mong muốn để tăng cường màu sắc của cảnh. Đó là thời gian tốt nhất trong ngày cho bất kỳ loại nhiếp ảnh nào vì ánh sáng được khuếch tán đúng cách và ấm áp.